# Moulinet (Lot-et-Garonne)
Moulinet település Franciaországban, Lot-et-Garonne megyében. Lakosainak száma 197 fő (2022. január 1.). Moulinet Beaugas, Cancon, Monbahus, Monviel és Saint-Maurice-de-Lestapel községekkel határos.

## Népesség
A település népességének változása:
| Lakosok száma | 240  | 199  | 222  | 203  | 185  | 191  | 198  | 199  | 199  | 197  |
|               | 1968 | 1982 | 1990 | 2006 | 2013 | 2015 | 2017 | 2019 | 2020 | 2022 |